# VZ Sagittae
VZ Sagittae (VZ Sge / 13 Sagittae / HD 189577) es una estrella de la constelación de Sagitta, la flecha, situada 2º al sur de γ Sagittae. De magnitud aparente +5,31, se encuentra a una distancia aproximada de 840 años luz del sistema solar.
VZ Sagittae es una fría gigante roja de tipo espectral M4IIIa con una temperatura superficial de 3330 K. De características similares a la vecina δ Sagittae o a Gorgonea Tertia (ρ Persei), está a más del doble de distancia que esta última. Su luminosidad es 2725 veces mayor que la del Sol.
La medida de su diámetro angular mediante interferometría —5,50 ± 0,60 milisegundos de arco— permite evaluar de forma aproximada su diámetro, resultando ser éste 152 veces más grande que el diámetro solar; si estuviese en el centro de nuestro Sistema Solar, su superficie se extendería hasta la órbita de Venus. Como otras estrellas de características similares, es una variable irregular; de tipo LB —variables irregulares lentas de tipo espectral tardío, cuyo arquetipo es CO Cygni—, la variación en su brillo es de solo 0,3 magnitudes.
VZ Sagittae es una estrella binaria cuya tenue acompañante tiene magnitud 11,5.
Apenas ha variado su posición relativa en 88 años, siendo la separación visual entre ambas estrellas de 28,5 segundos de arco.